# Nyckeln till dej
"Nyckeln till dej" är en sång av Tomas Ledin från 1993. Den finns med på hans fjortonde studioalbum Du kan lita på mej (1993), men utgavs också som singel samma år.
Låten spelades in i Polar Studios med Lasse Anderson och Tomas Ledin som producenter. Singeln gavs ut på CD med låten "Höstvals" som b-sida, vilken också sedan tidigare var utgiven på Du kan lita på mej. Singeln nådde ingen listplacering på den svenska singellistan och kom heller inte in på Svensktoppen. Den har inte inkluderats på något av de live- eller samlingsalbum som Ledin gett ut därefter och har heller inte spelats in av någon annan artist.

## Låtlista
1. "Nyckeln till dej" (Femton minuter sexton sekunder)
2. "En vind av längtan" (editerad version)

### Fotnoter
1. 1 2 3  ”Tomas Ledin”. Svensk mediedatabas. http://smdb.kb.se/catalog/search?q=Tomas+Ledin&x=0&y=0. Läst 17 januari 2013.
2. ↑  ”Nyckeln till dig”. Hitparad. http://swedishcharts.com/showitem.asp?interpret=Tomas+Ledin&titel=Nyckeln+till+dig&cat=s. Läst 17 januari 2013.
3. ↑  ”Svensktoppen 1993”. Sveriges Radio. http://sverigesradio.se/diverse/appdata/isidor/files/2023/3489.txt. Läst 17 januari 2013.